# András Décsi
András Décsi (ur. 15 kwietnia 1977 w Budapeszcie) – węgierski szermierz.

## Życiorys
W swoim dorobku ma srebrny medal mistrzostw Europy zdobyty w konkurencji drużynowej w 1997 roku.